# Storå kyrka
Storå kyrka är en korskyrka i trä i Storå i Finland. Kyrkan uppförd i  empirestil stod färdig 1833. Kyrkan ritades av den tyske arkitekten Carl Ludvig Engel som står för många monumentala byggen i Finland. Ansvarig kyrkobyggare var Erkki Kuorikoski.  Det finns 900 platser i kyrkan Kyrkan är omgiven av en gammal kyrkogård.
Kyrkan följer samma formspråk som Engel använde  också i Lappo och Alajärvi. Kyrkan har en stor centralkupol som framhäver mitten av korsmitten av kyrkan. På kupolen placerade han ytterligare en lanternin vilken förhöjer effekten av korsmitten. Kyrkans har trävalv och de inre hörnen är avfasade. 
Det är inte känt vem som målat kyrkans altartavla. Dekorationerna i predikstolshimmeln och den gamla psalmtavlan gjordes i slutet av 1800-talet av Ananias Andersson från Storå. Den nuvarande 21-stämmiga orgeln är från 1970 och byggdes av orgelbyggaren Veikko Virtanen. 
Intill kyrkan finns en klockstapel från 1854  byggd av Mats och Karl Hannus, De två klockorna inköptes 1756 och 1765.  Ananias Andersson har också gjort fattiggubben vid klockstapeln. I närheten finns också en prästgård där de äldsta delarna är från slutet av 1700-talet och utvidgades på 1850- och 1890-talen. Som en följd av att kommunerna inrättades och därmed blev de tidigare kapellförsamlingarna självständiga församlingar vilket krävde att kyrkoherdens prästgård skulle innefatta flera rum än en kaplansgård med tanke på inkvartering, kanslifunktioner och möjligheter ordna sammanträden i prästgårdssalen.

## Historik

### Första kyrkan
Storå tillsammans med Lappfjärd  hörde till Närpes församling fram till 1594, då Lappfjärds församling bildades. Det var över tre mil från Storå till Lappfjärds  kyrka så man började drömma om en egen kyrka.  I början av 1700-talet fanns det cirka 200 invånare i Storå. Inför byggandet av den första gudstjänstlokalen diskuterades två möjliga platser en i Gamla Storå (finska: Vanhakylä) som ligger närnare Lappfjärd men där huvudparten av befolkningen fanns. Den andra platsen var backen där den nuvarande kyrkan finns, d.v.s. på Pökä backe. Den inflytelserika stormannen Lukas Svart ville bygga kyrkan längre bort från Lappfjärd och talade för att predikohuset skulle byggas där  den nuvarande gamla kyrkogården finns. Det var omöjligt att enas så Svart och hans mannar tog sina hästar ut i skogen för att hugga stockar till kyrkobyggnaden. Svart hade 15 hästar. Stockarna kördes till närheten av Svarts hus, där en predikostuga så småningom började resa sig. Svart ansvarade själv för bygget till en början men när de andra förstod att han menade allvar började de delta. I bygget deltog också Honkajoki, som tillhörde Ikalis socken. Honkajoki hade fått tillstånd till detta.  Predikohusets  sakristia var 12 alnar lång, 11 alnar bred och sju alnar hög. En vinkällare byggdes under sakristian och sockenstämmor hölls i själva sakristian. Sakristian skulle kunna värmas upp på vintern medan gudstjänstrummet var kallt. Predikostugan kallades ofta för Lukas kyrka.
Sedan man fått sin egen predikostuga ville man frigöra sig från kostnaderna för moderkyrkan i Lappfjärd trots  att kapellförsamlingarna också skulle delta i dessa kostnader och Storå var inte ens en kapellförsamling. Redan hösten 1711 berättade länsmannen Jonas Falck om att storåborna vägrade delta i underhållet av Lappfjärds kyrka och prästgård. Invånarna i Storå försvarade sig med att de hade andra jobb och att de var fattiga.  Det vill säga att de inte var ovilliga att delta i underhållet av moderkyrkan. Kungens pågående långvarig krig beskattade också bönderna i Finland med stora utgifter. Efter några år färdigställdes en ny prästgård i Lappfjärd och efter gudstjänsten uppmanades folket att reparera biskopsrummet, eftersom biskopens visitation närmade sig. En berusad storåbo uttryckte sin uppriktiga åsikt på ett något obscent sätt, varför länsmannen inställde honom till tinget.
Efter Stora ofreden (1713–1721) var Lappfjärds kyrka i dåligt skick, och bönderna började avkrävas större insatser för att iståndsätta kyrkan och prästgården. Prästlönen ersattes via dagsverken. Alla andra fyllde sina skyldigheter utom storåborna. Därför fick de ofta stå till svars vid tinget.  Honkajokiborna var fritagna från dessa skyldigheter eftersom de hade skyldigheterna till Ikalis församling. Till exempel på höststtinget 1734 var 18 bönder från Storå ställda till svars för att försumma socknens dagsverken. Kyrkoherden efterskänkte dock det ogjorda dagsverkena men krävde att det skulle göras följande år. Men inte heller då dök de upp och landshövdingen informerades om de motsträviga bönderna.  Landshövdingen ålade länsmannen Jonas Falck att se till att arbetet blev gjort.  Kyrkoherden förde också saken till tings men där uppträdde storåborna än mera trotsigt. De dömdes att delta i jobbet under hot om böter.  En bonde kritiserade också detta beslut och bötfälldes. Under de kommande åren fortsatte samma läge och inga storåbor dök upp på dagsverken. Därmed var de också vid domstolarna varje gång.
Efter den Stora ofreden började storåborna önska sig en egen präst i stället för att prästerna från Lappfjärd och Ikalis besökte bönehuset då och då. Storåborna vände sig till Åbo domkapitel, som 1725 gav order om att prästerna från båda socknarna turvis skulle bo på orten.  År 1731 bekräftade den svenske kungen beslutet. Prästerna fick ändå inte begrava i Storå eller på annat sätt sköta predikostugans angelägenheter. År 1725 upptäcktes ändå att totalt nio döda hade begravts bredvid predikostugan utan prästerskapets vetskap. Efter detta började rättegången igen och storåborna bad kyrkostämman om begravningslov och om att få en egen församling. Myndigheterna begärde ytterligare utredningar och i januari 1739 stod det klart att de som begravde de döda inte skulle dömas. Innan beslutet fattades vägrade storåborna att delta i kostnaderna för reparationerna av Lappfjärds kyrka och byggandet av klockstapeln.  På höststämman 1732 påminde bönderna kyrkoherden i Lappfjärd att han ytterst sällan höll gudstjänst på finska för dem. Lappfjärds församlings präster predikade i Predikostugan endast några gånger om året.
Enligt vissa handlingar fick Storå 1725 en sockenadjunkt. En sockenadjunkt kunde bo på en ort men ansvarade också för andra predikoställen inom moderförsamlingen. Men man var inte nöjd med de präster som bodde på orten och gick till kungs med en begäran om att få en egen präst.  I sitt beslutsbrev från den 21 augusti 1732 godtog kungen begäran under förutsättning att de betalade lönen för sin egen präst men också deltog i lönen för kyrkoherden i Lappfjärd. Man accepterade detta och Storå kapellförsamling blev verklighet. 1733 invigdes predikostugan till kyrka. 1792 började man klaga på att kyrkan var för trång trots att den var 42,5 alnar lång och 14 alnar bred.  Den var då bara ett tiotal meter kortare än den nuvarande kyrkan. Kyrkan hade till utvidgats under år 1763. 

#### Kyrkans utseende och inventarier
Det fanns nio stora fönster i kyrkan, varav sex var 3,5 alnar höga och två alnar breda. De minsta fönstren var 2,5 alnar höga och två alnar breda. Kyrkans väggar var åtta alnar höga. I kyrkans västra del fanns läktare för kvinnor och män. Det fanns 12 bänkar för båda. Fönsterbågarna, talarstolen, predikstolen och altarramen var ljusblå till färgen. Predikstolen hade  förgyllda lister. Förutom området kring altaret var resten av kyrkan omålad. Altartavlan var ett verk föreställande Jesus på korset, 4,5 alnar högt och tre alnar brett. Ljushållare, ljusstakar, lampetter och kronor som delvis finns i nuvarande kyrkan skaffades till den gamla kyrkan.

### Den andra kyrkan
På 1820-talet befanns kyrkan vara förfallen. År 1826 kom man slutligen överens om att bygga en ny kyrka. Bygget påbörjades 1829 efter ritningar beställda av Carl Ludvig Engel. Erik Kuorikoski var byggmästare. Varje medlem i församlingen, utom de sjuka, gamla och fattiga, var tvungna att bidra till byggnadsarbetet efter sina tillgångar. Den nya kyrkan stod färdig 1833. 1855 skildes Storå från Lappfjärd till en egen socken.  Orsaken till detta var dels att de profana kommunerna bildades men också rent språkliga. Befolkningen i Storå hade till stora delar förfinskats och kände sig därför främmande för kontakterna med det mera svenskspsråkiga Lappfjärd.